# Valenoso
Valenoso es una localidad y también una pedanía del municipio de Saldaña situada en la provincia de Palencia, comunidad autónoma de Castilla y León (España). Se encuentra en la comarca de Vega-Valdavia. 
El nombre de la localidad significa "valle henoso o del heno".

## Demografía
Evolución de la población en el siglo XXI
| Gráfica de evolución demográfica de Valenoso entre 2000 y 2020     |
|                                                                    |
| Población de derecho (2000-2020) según el padrón municipal del INE |

## Historia
En 1352, Valenoso era lugar de behetría, es decir, sus vecinos eran dueños absolutos de ella y podían recibir por señor a quien quisiesen. Eran vasallos de Ruy Díaz de la Serna, cuyos naturales eran don Nuño Díaz de Haro (Señor de Vizcaya) y Juan Rodríguez de Cisneros.
A inicios de 1487, Antón García de Castroverde, alcalde de Magaz, hizo carta de petición reclamando el benefacio que Fernando Recio tomó a Gabriel de Losada en la iglesia de Valenoso.
En 1591, el pueblo formaba parte de la jurisdicción de Vasallos de Vega, formada por pueblos de las comarcas actuales de La Valdavia y La Peña, esta última al suroeste de Cervera de Pisuerga. 
Valenoso aparecía en el censo de 1591 con más de una veintena de pueblos de la jurisdicción: en total sumaban 493 vecinos pecheros, 20´54 por localidad, algo más de ochenta habitantes por núcleo. 
A la caída del Antiguo Régimen la localidad se constituye en municipio constitucional, conocido entonces como Valhenoso y que en el censo de 1842 contaba con 10 hogares y 52 vecinos, para posteriormente integrarse en Vega de Doña Olimpa hasta 1974 y de la diócesis de León hasta 1956.

## Patrimonio

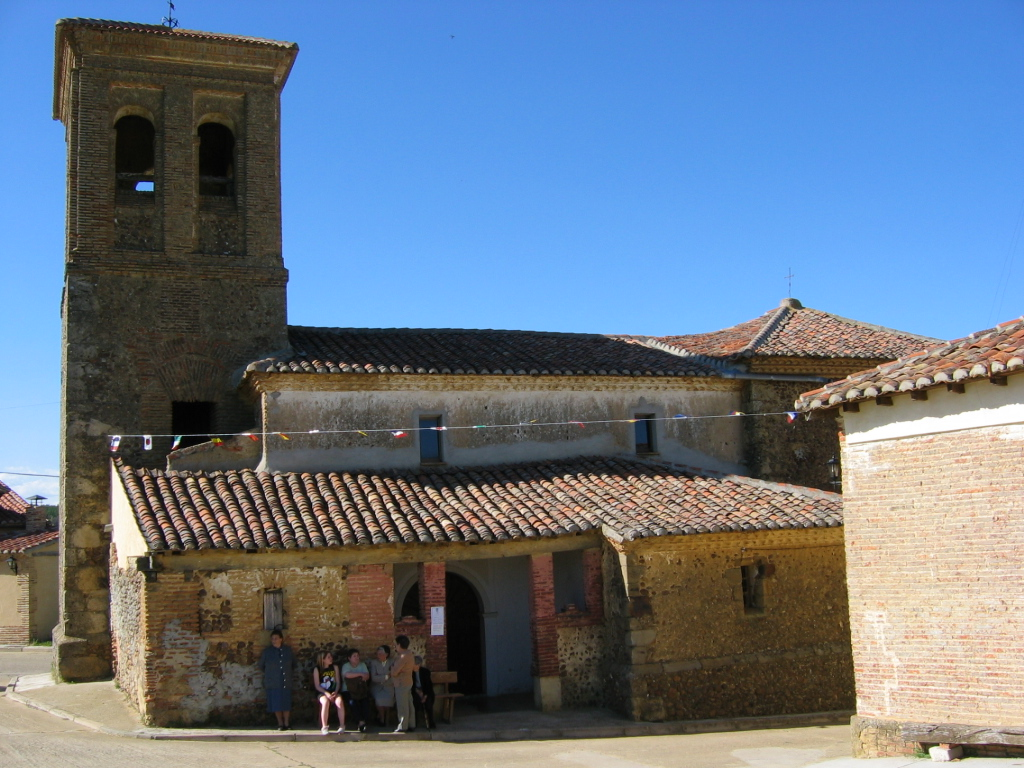
Iglesia de San Miguel, en Valenoso.

- Iglesia de San Miguel: obra barroca de ladrillo, mampostería de cantos y tapial. Templo de dos naves al que se accede por el arco de medio punto del pórtico o atrio en el lado de la epístola y torre de dos cuerpos y ocho troneras, dos en cada ángulo, a los pies. La nave principal está dividida en tres tramos cubiertos de bóvedas de arista con yeserías y cúpula rebajada en el crucero. En la trasera se coro alto de madera decorado con yeserías barrocas. En el presbiterio se conservan dos esculturas del siglo XVII, de San Miguel y San Gregorio. En la sacristía, artesonado de madera decorado con dientes de sierra muy deteriorado, y una cruz procesional del siglo XVI, con una inscripción grabada a punzón incompleta: «...NA». En el baptisterio se encuentra la pila bautismal, lisa de forma troncónica. En el interior también se custodian otras imágenes religiosas del siglo XX de menor interés artístico.

## Personalidades
- Francisco de las Heras García (nacido en Valenoso el 3-IV-1709): Hidalgo[5]
- Francisco Treceño (Valenoso, 29 de enero de 1782), con pleito de hidalguía[6]
- Juan Treceño (Valenoso, 10 de diciembre de 1774), con pleito de hidalguía[6]
- Santos Calleja Ibáñez (Valenoso, 1942), maestro y escritor afincado en Melilla. Autor de Relatos para niños mayores (2003), La Casa de los tres escalones (2014), Vidas imperfectas (2015) y La ley del Talión (2017). En el libro Vidas imperfectas reivindica la figura de Virgilio Leret (1902-1936), primer defensor de la República en 1936 e inventor, en un relato de ficción en el que el protagonista, Cayo Aguilar, es natural de una localidad Valdeno del Charcal, nombre ficticio que parece referirse a Valenoso.

## Entorno
- Laguna de Tres Pueblos o Laguna Mayor